# Ludwig Vorgrimler
Dr. Ludwig Vorgrimler (7 de septiembre de 1912 en Friburgo de Brisgovia, Alemania-1983) es el hombre comúnmente más asociado con el diseño del fusil de asalto español Cetme y sus derivados de acerrojamiento semirrígido por rodillos del fabricante alemán Heckler & Koch, tales como el G3 y el MP5.

## Sus inicios
Vorgrimler trabajó como ingeniero durante varios años durante su larga carrera para diferentes fabricantes de armas. Trabajó durante poco tiempo para la fábrica Krupp, desde enero a noviembre de 1936. A partir de entonces fue reclutado por Ott von Lossnitzer, director del Instituto de investigación y desarrollo de armas del grupo Mauser. Vorgrimler estuvo con Mauser hasta agosto de 1945. En su última etapa, destinado en el departamento 37, como responsable de armamento militar de calibres hasta 15 mm. Vorgrimler puntualmente lideró el subdepartamento de armamento para aeronaves. 
En enero de 1944, a Vorgrimler le encomendaron el diseño de una ametralladora pesada usando un acerrojamiento semirrígido por rodillos como el usado por fusiles militares. Vorgrimler intentó modificar el sistema de automatización por gases y acerrojado por rodillos de la MG215 a un acerrojamiento retardado semirrigido por rodillos, pero no lo pudo completar por el fin de la Segunda Guerra Mundial. Posteriormente Vorgrimler reclamó su participación en el desarrollo de la MG45, una conversión de la MG42 de acerrojamiento rígido a semirrígido por rodillos.

## Después de la Segunda Guerra Mundial
Una vez finalizada la guerra, el Departamento 37 fue asignado bajo el control del Departamento francés de armamento militar, Direction des Etudes et Fabrication d'Armament (DEFA). La factoría Mauser se renombró Centro de Desarrollo DEFA, en Oberndorf. Los franceses siguieron sus trabajos allí hasta 1946 cuando el utillaje y trabajadores fueron desplazados a Mulhouse en Alsacia. Allí se constituyó el Centre d'Etudes et d'Armament de Mulhouse (CEAM). La transferencia a Mulhouse finalizó en marzo de 1948. Vorgrimler y su colega ingeniero Theodor Löffler fueron asignados al desarrollo de carabinas de acerrojamiento por rodillos para el ejército francés. Trabajaron separados en carabinas para el cartucho experimental 7,65x35 desarrollado por Cartoucherie de Valence. Sus carabinas se basaban en el patrón del prototipo StG45, el cual estaba bajo desarrollo de Mauser antes del fin de la guerra. Finalmente el ejército francés abandonó el cartucho 7,65x35 en favor del cartucho de la carabina americana de calibre .30M1. 
Vorgrimler y Löffler entonces trabajaron en el diseño de carabinas por acerrojamiento semirrigido por rodillos (roller-delayed system) para este último calibre. Los últimos diseños de Löffler se impusieron y Vorgrimler se dedicó a la mejora de los diseños de Löffler. Finalmente y cansado de esta situación, Vorgrimler abandonó el CEAM a finales de junio de 1950. Vorgrimler fue reclutado por CETME en España. Los franceses en principio intentaron que no les dejara impidiéndole abandonar el país, pero finalmente autorizaron a Vorgrimler y a su familia a desplazarse a Madrid en septiembre de 1950. Una vez allí Vorgrimler empezó a trabajar en el sistema de acerrojamiento semirrigido por rodillos para el cartucho experimental 7,92x40, mientras que los antiguos ingenieros de Rheinmetall, liderados por Hartmut Menneking ya le llevaban 9 meses de ventaja en el diseño de toma de gases del Modelo 1. Pero Vorgrimler y su equipo de antiguos ingenieros de Mauser tuvieron su propio prototipo del Modelo 2 en diciembre de 1950. El gobierno español seleccionó en julio de 1952 el modelo 2 para continuar el desarrollo.

## Cetme Modelo A

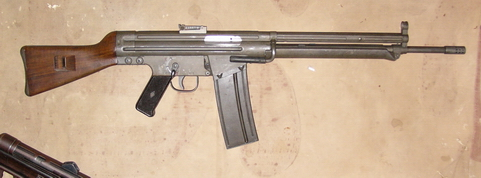
CETME A-2b

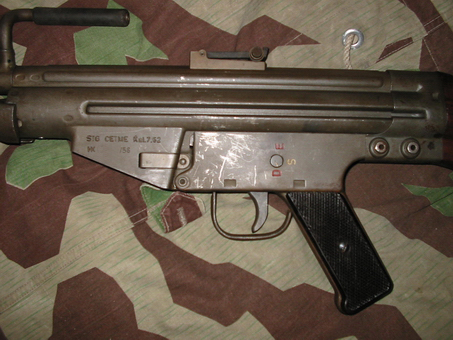
CETME A-2b (detalle)

Además del interés español en el modelo 2, también atrajo el interés del servicio de fronteras Alemán (Bundesgrenzschutz o BGS), el cual estaba buscando un nuevo fusil reglamentario. Sin tener intención de adoptar un cartucho fuera de las especificaciones de la OTAN, los alemanes solicitaron el desarrollo de una versión del fusil de asalto en calibre 7'62. Desentendiéndose de la solicitud alemana, Cetme desarrolló una versión en calibre 7'62x40 (Cetme A-1b) del cartucho 7'92x40 (del Cetme A-1a) mientras que los alemanes insistían en que lo querían en el cartucho estándar de la OTAN 7'62x51. En su lugar, el resultante Cetme modelo A-2a fue recamarado para el calibre 7'62x51 Cetme, que tenía idénticas cotas al estándar OTAN pero con una carga de pólvora inferior comparado al cartucho estándar OTAN. A pesar de ello, se realizaron en 1956 fusiles Cetme en calibre 7'62x51 OTAN para las pruebas alemanas y holandesas, dando como resultado el CETME A-2b, marcados "StG CETME Kal 7'62" (StG, SturmGewehr, fusil de asalto Cetme Calibre 7'62).

## Cetme modelo B
Posteriores desarrollos dieron como fruto, en 1958, el Cetme Modelo B, en el cual intervinieron ingenieros de Heckler und Koch, recibiendo varias modificaciones, como la de hacer fuego automático y semiautomático acerrojado, un nuevo guardamano de metal perforado con bípode, mejoras ergonómicas y un cañón ligeramente más largo al que se podía adaptar un lanzagranadas. En 1958 fue declarado reglamentario en el Ejército español como Modelo 58. A Vorgrimler le concedieron la Encomienda de Alfonso X el Sabio. En 1956 la Policía de fronteras alemana Bundesgrenzschutz canceló sus planes de adquisición de los fusas CETME adoptando en su lugar el FN FAL como G1 (Gewehr 1, Fusil 1). En cambio, el recientemente creado Ejército de la Alemania Occidental (Bundeswehr, BW) empezó a mostrar su interés en el CETME y realizó una compra de fusiles de asalto para su evaluación. El CETME, conocido como Automatisches Gewehr G3, se impuso al SIG SG 510 (G2) y al AR-10 (G4)para sustituir al inicialmente elegido G1. En enero de 1959 se concedió la licencia de fabricación al gobierno alemán en las plantas alemanas de Heckler & Koch y Rheinmetall. Heckler & Koch fue más allá y desarrolló una familia completa de armas basadas en el G3 que incluía el fusil de asalto HK33, la ametralladora HK21 y el subfusil MP5.

## Últimos años
En el verano de 1956 Vorgrimler se mudó de nuevo a Alemania y a pesar de los esfuerzos para ficharlo del director de diseño de H&K (y antiguo colega en el Departamento 37 de Mauser) Alex Seidel, Vorgrimler volvió a trabajar para Mauser como jefe de investigación y desarrollo. Mientras tanto Mauser y Cetme llegaron a un acuerdo para trabajar conjuntamente. Al poco tiempo Vorgrimler desarrolló una ametralladora ligera basada en el diseño del Cetme la cual no tuvo éxito comercial, pero que claramente inspiró a H&K para su HK21, la cual se introdujo años más tarde. Vorgrimler siguió con su trabajo otorgando patentes durante los años 60 y 70, incluyendo trabajos en fusiles deportivos, fusiles de asalto de cartuchos sin vaina y cañones automáticos con Mauser e Industriewerke Karlsruhe.